# Б-38 (морская мина)
Б-38 — болгарская якорная гальваноударная морская мина образца 1938 года.

## История
После окончания Первой мировой войны в соответствии с условиями подписанного 29 сентября 1918 года в городе Салоники перемирия между Болгарским царством и странами Антанты и подписанным 27 ноября 1919 года Нёйиским договором вооружённым силам Болгарии было запрещено закупать, изготавливать и иметь на вооружении морские мины, а предельная численность военного флота страны была ограничена 10 кораблями.
В 1930 году в журнале военно-морских сил Болгарии «Морски преглед» были опубликованы материалы о теоретической возможности использования минного оружия как средства усиления малочисленного флота Болгарии (в то время насчитывавшего 4 миноносца и шесть моторных катеров).
В 1936 году в военно-морском арсенале города Варна лейтенант Минчо Острев при участии капитана Димитра Дудева разработал первую в истории серийную болгарскую морскую мину Б-36, которая была рекомендована к принятию на вооружение, однако в то время открыто производить её возможности не имелось.
13 мая 1938 года в Софии министр иностранных дел Турции Рюшто Арас и премьер-министр Турции Джелаль Баяр от имени всех стран Балканской Антанты предложили Болгарии заключить соглашение о признании за ней равноправия в вопросах вооружения взамен на декларацию правительства Болгарии о ненападении с её стороны. 31 июля 1938 года были подписаны Салоникские соглашения, в соответствии с которыми с 1 августа 1938 года с Болгарии сняли ограничения на увеличение вооружённых сил страны и их вооружение новым оружием.
После этого, в 1938 году командование военно-морского флота Болгарии заказало 274 шт. морских мин и завод Мюльгаупта в городе Русе начал их производство.
В ходе Второй мировой войны в акватории Чёрного моря 338 шт. Б-38 были установлены в Бургасском заливе и ещё 250 шт. Б-38 — в Варненском заливе, ещё некоторое количество мин этого типа было установлено в акватории Эгейского моря. После перехода Болгарии на сторону Антигитлеровской коалиции в сентябре 1944 года началось разминирование акватории Чёрного моря и в 1944—1948 гг. почти все установленные в болгарских территориальных водах немецкие и болгарские мины были вытралены в ходе совместных действий флотов Болгарии и СССР.
10 февраля 1947 года был подписан Парижский мирный договор, в соответствии с которым Болгарии вновь запретили производство морских мин.
В 1951 году по просьбе правительства Болгарии траление территориальных вод Болгарии провели четыре тральщика 1-го Бургасского дивизиона сторожевых кораблей и тральщиков Черноморского флота ВМФ СССР (в составе команд которых находились болгарские военные моряки: штурман лейтенант Дмитрий Димов и минёр Атанас Атанасов), в ходе траления были вытралены 9 болгарских морских мин времён Второй мировой войны (две из которых были деактивированы и переданы в музей ВМФ Болгарии, а остальные — уничтожены).
После окончания войны мина Б-38 и её усовершенствованный в 1977—1980 гг. вариант Б-38М оставались на вооружении военно-морского флота Болгарии на протяжении нескольких десятилетий, по состоянию на начало 2008 года они оставались на хранении.

## Описание
Мина предназначена для борьбы с надводными судами среднего и крупного водоизмещения, при установке на глубинах до 60 метров в определённых условиях может использоваться против подводных лодок.
Мина собрана в шарообразном корпусе и оснащена контактным взрывателем.

## Дополнительная информация
- в военно-морском музее в городе Варна хранится одна мина[11] и комплект технической документации[1]

## Варианты и модификации
- Б-36 — морская мина образца 1936 года
- Б-38 — морская мина образца 1938 года[1]
- Б-38М — усовершенствованный вариант, первые 15 шт. были изготовлены из ранее выпущенных Б-38 в мае 1979 года[1]
- Б-40 — речная мина образца 1940 года